# Chrysobothris carmelita
Chrysobothris carmelita är en skalbaggsart som beskrevs av Henry Clinton Fall 1907. Chrysobothris carmelita ingår i släktet Chrysobothris och familjen praktbaggar. Inga underarter finns listade i Catalogue of Life.